# Afrikaans kampioenschap schaken
Het Afrikaans kampioenschap schaken is een toernooi in de schaaksport dat gespeeld wordt in Afrika.

## Overzicht
| Jaar | Plaats                                                   | Kampioen (heren)                                         | Kampioen (dames)                                         | Bron                                                     |
| ---- | -------------------------------------------------------- | -------------------------------------------------------- | -------------------------------------------------------- | -------------------------------------------------------- |
| 1998 | Caïro                                                    | Ibrahim Hasan Labib                                      |                                                          | [1]                                                      |
| 1999 | Agadir                                                   | Mohamed Tissir                                           |                                                          |                                                          |
| 2001 | Caïro                                                    | Hichem Hamdouchi                                         | Asma Houli                                               | [2][3]                                                   |
| 2003 | Abuja                                                    | Essam El-Gindy                                           | Farida Arouche                                           | [4][5]                                                   |
| 2005 | Lusaka                                                   | Ahmed Adly                                               | Tuduetso Sabure                                          | [6][7]                                                   |
| 2007 | Windhoek                                                 | Robert Gwaze                                             | Mona Khaled                                              | [8][9]                                                   |
| 2009 | Tripoli                                                  | Bassem Amin                                              | Melissa Greeff                                           | [10][11]                                                 |
| 2011 | Maputo                                                   | Ahmed Adly                                               | Mona Khaled                                              |                                                          |
| 2013 | Tunis                                                    | Bassem Amin                                              | Shrook Wafa                                              |                                                          |
| 2014 | Windhoek                                                 | Kenny Solomon                                            | Shrook Wafa                                              |                                                          |
| 2015 | Caïro                                                    | Bassem Amin                                              | Mona Khaled                                              |                                                          |
| 2016 | Kampala                                                  | Abdelrahman Hesham                                       | Shrook Wafa                                              |                                                          |
| 2017 | Oran                                                     | Bassem Amin                                              | Shahenda Wafa                                            |                                                          |
| 2018 | Livingstone                                              | Bassem Amin                                              | Shahenda Wafa                                            |                                                          |
| 2019 | Hammamet                                                 | Ahmed Adly                                               | Shrook Wafa                                              |                                                          |
| 2020 | Toernooi niet gehouden vanwege de Coronacrisis in Afrika | Toernooi niet gehouden vanwege de Coronacrisis in Afrika | Toernooi niet gehouden vanwege de Coronacrisis in Afrika | Toernooi niet gehouden vanwege de Coronacrisis in Afrika |
| 2021 | Lilongwe                                                 | Ahmed Adly                                               | Jesse February                                           | [12][13]                                                 |
| 2022 | Lagos                                                    | Bassem Amin                                              | Shahenda Wafa                                            | [14][14]                                                 |
| 2023 | Caïro                                                    | Adham Fawzy                                              | Lina Nassr                                               | [15][16]                                                 |
| 2024 | Accra                                                    | Bassem Amin                                              | Jesse February                                           | [17][18]                                                 |
| 2025 | Caïro                                                    | Bilel Bellahcene                                         | Shrook Wafa                                              | [19][20]                                                 |

## 2005
Van 4 t/m 15 november 2005 werd in Lusaka (Zambia) het individuele schaakkampioenschap van Afrika verspeeld over negen ronden.
1. Ahmed Adly werd kampioen met 7 punten
2. Slim Belkhodja met 6,5 punt
3. Stanley Chumfwa met 6,5 punt
4. Ali Frhat met 6,5 punt
5. Fouad El Taher met 6 punten